# Jelno (obwód witebski)
Jelno (biał. Ельна; ros. Ельно) – wieś na Białorusi, w obwodzie witebskim, w rejonie brasławskim, w sielsowiecie Mieżany.

## Historia
W czasach zaborów w granicach Imperium Rosyjskiego. W dwudziestoleciu międzywojennym wieś i zaścianek leżały w Polsce, w województwie nowogródzkim (od 1926 w województwie wileńskim), w powiecie brasławskim), w gminie Brasław.
Według Powszechnego Spisu Ludności z 1921 roku zamieszkiwało wieś 74 osoby, 10 były wyznania rzymskokatolickiego a 64 prawosławnego. Jednocześnie 69 mieszkańców zadeklarowało białoruską przynależność narodową a 5 inną. Było tu 14 budynków mieszkalnych. W 1931 wieś i zaścianek zamieszkiwało 57 osób w 14 budynkach.
Miejscowość należała do parafii rzymskokatolickiej i prawosławnej w Brasławiu. Podlegała pod Sąd Grodzki w Brasławiu i Okręgowy w Wilnie; właściwy urząd pocztowy mieścił się w Brasławiu.